# Larbi Jabeur
Pour les articles homonymes, voir Jabeur.
Larbi Jabeur, né le 25 mai 1985 à Tunis, est un footballeur international tunisien (deux sélections) évoluant au poste de défenseur.

## Clubs
- juillet 2003-octobre 2009 : Espérance sportive de Tunis (Tunisie)
- octobre 2009-juillet 2011 : Al-Ittihad Tripoli (Libye)
- juillet 2011-décembre 2013 : Club athlétique bizertin (Tunisie)
- décembre 2013-août 2015 : Espérance sportive de Tunis (Tunisie)
- août 2015-janvier 2016 : Dhofar Club (Oman)
- janvier-août 2016 : Stade tunisien (Tunisie)

## Palmarès
- Ligue des champions arabes : 
  - Vainqueur : 2009
- Championnat de Tunisie :
  - Vainqueur : 2006, 2009, 2014
- Coupe de Tunisie :
  - Vainqueur : 2006, 2007, 2008